# Alpentod – Ein Bergland-Krimi
Alpentod – Ein Bergland-Krimi (Arbeitstitel Alpentod – Ein Bayern-Krimi) ist eine deutsche Kriminalfilmreihe, die für RTL und ServusTV produziert wird. Auf RTL erfolgt die Ausstrahlung im Rahmen der Reihe Tödlicher Dienstag. Die Hauptrollen spielen Veronica Ferres, Tim Oliver Schultz und Salka Weber.

## Handlung
Nachdem Kriminalpolizist Jonas Becker Parallelen zu einem alten Vermisstenfall vor fünf Jahren entdeckt, holt er die damalige Ermittlerin Birgit Reincke als Unterstützung. Außerdem bezieht er die forensische Archäologin Dr. Marie Sonnleitner von der Universität Salzburg in die Nachforschungen ein.

## Produktion
Die Dreharbeiten finden in Bayern und im Land Salzburg statt. Gedreht wurde unter anderem in Hallein. Produziert wurde der Film von der Warner Bros. ITVP Deutschland, als Produzenten fungieren Melissa Graj, Bernd von Fehrn und Mark Werner. Die Serviceproduktion in Österreich übernahm die Salzburger Moonlake Entertainment (Serviceproduzenten Hannes Michael Schalle und Brigitte Wettstein). Unterstützt wurde die Produktion von FISA+, Film in Austria (ABA) sowie der Filmförderung des Landes Salzburg.
Für die Stunt-Koordination ist Joe Tödtling verantwortlich. 

## Episodenliste
| Nr. | Originaltitel    | Erstausstrahlung | Regie        | Drehbuch     |
| --- | ---------------- | ---------------- | ------------ | ------------ |
| 1   | Alte Wunden      | 1. März 2025     | Samira Radsi | Stefan Rogal |
| 2   | Gemeinsame Ziele | 8. März 2025     | Samira Radsi | Stefan Rogal |